# Haciapuri

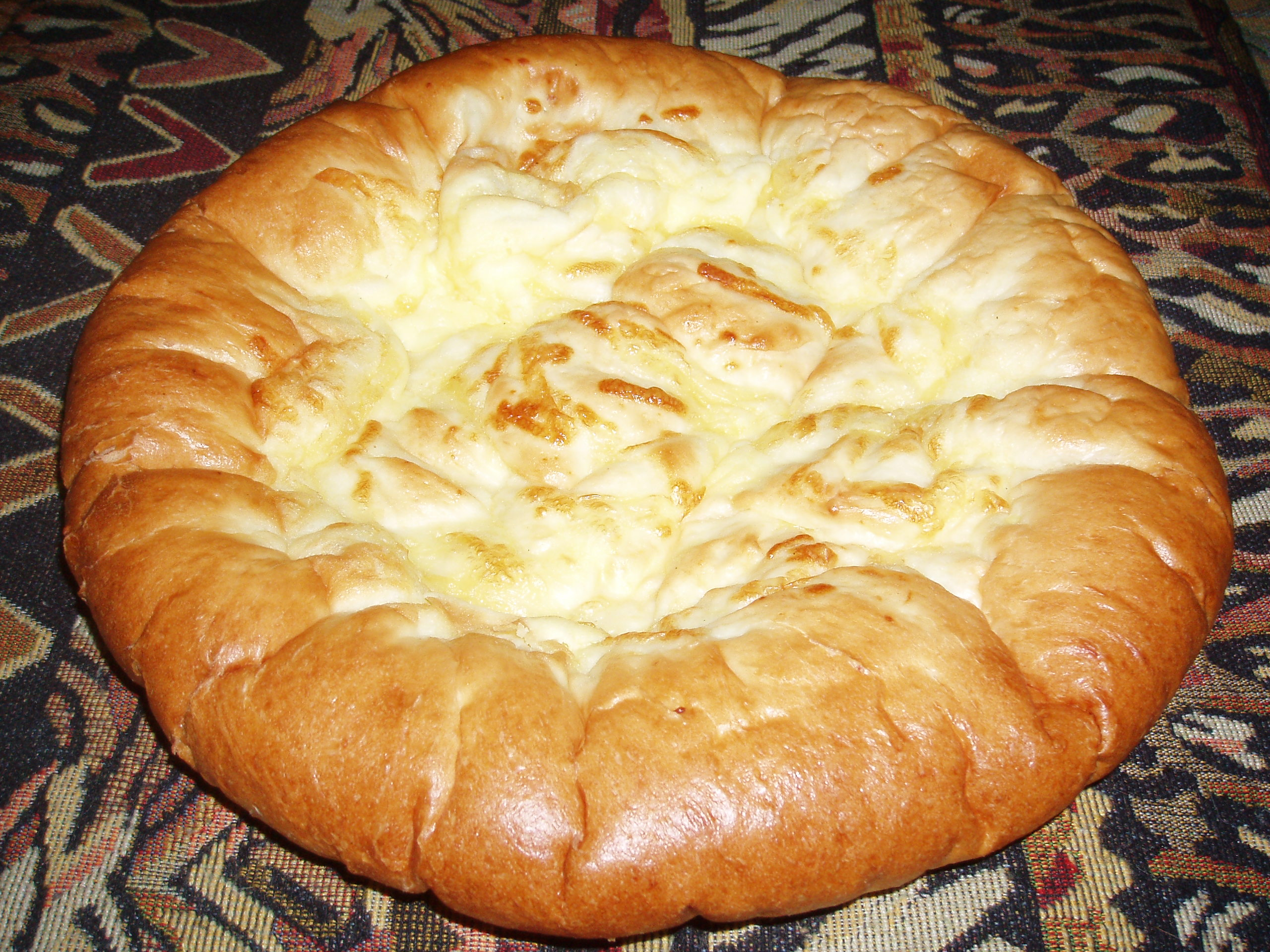
Haciapuri închis

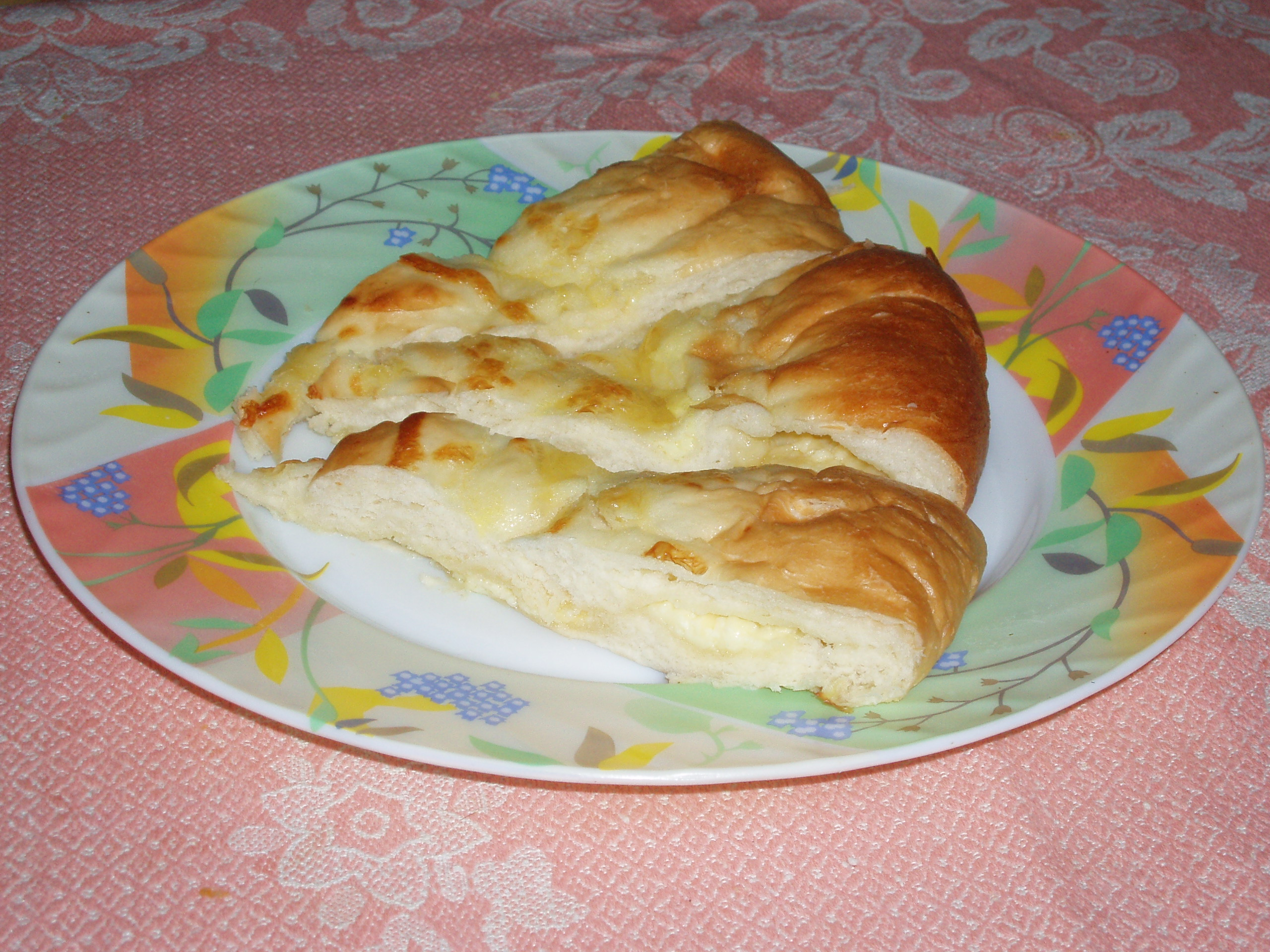
Haciapuri cu brânză

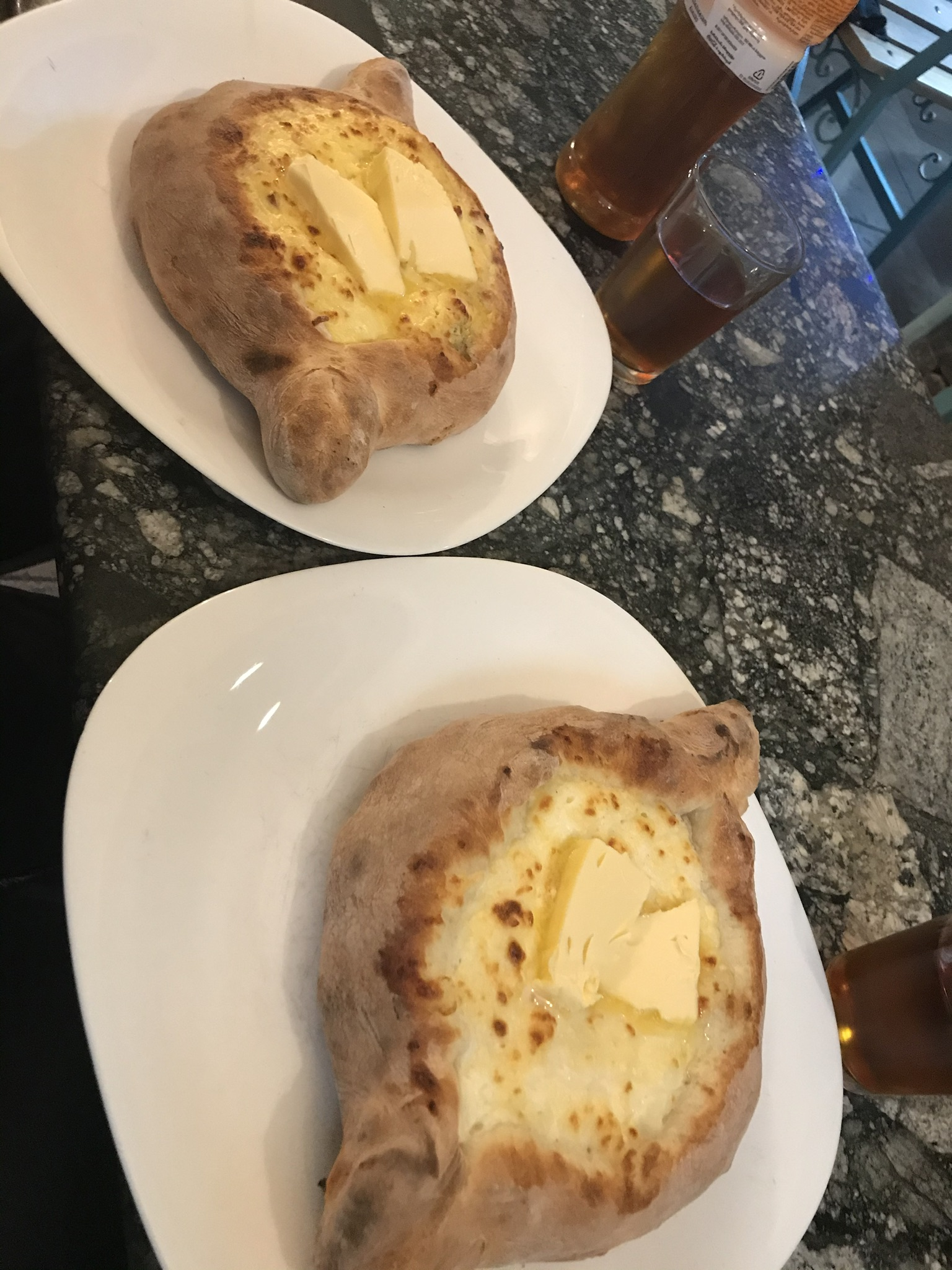
Khachapuri în Georgia

Haciapuri (în georgiană ხაჭაპური) este un preparat de patiserie național al Georgiei, compus dintr-o pită dospită umplută cu brânză, care poate fi preparată în formă închisă sau semi-deschisă. Greutatea finală a produsului este de obicei dublă față de cantitatea de făină utilizată. Se servește adesea ca fel principal, fiind consistent și bogat în calorii. Numele provine din termenii georgieni ხაჭო (hacio – brânză de vacă) și პური (puri – pâine).

## Varietăți
Există numeroase variante regionale ale haciapuriului, fiecare având trăsături distincte:
- Adjaruli haciapuri – originar din Adjara, este de formă ovală, cu margini groase și un centru deschis umplut cu brânză topită, ou crud și o bucată de unt, adăugate imediat înainte de servire.
- Imeruli haciapuri – cea mai comună versiune, cu aluat dospit umplut cu brânză sărată (adesea sulguni) și prăjit sau copt uniform, cu o formă rotundă și închisă.
- Megruli haciapuri – asemănător cu Imeruli, dar conține brânză atât în interior, cât și deasupra, gratinată.
- Penovani haciapuri – realizat cu aluat foietaj și de obicei tăiat în forme pătrate sau triunghiulare, ideal pentru consumul „on the go”.

## Importanță culturală
Haciapuriul este considerat simbol culinar național în Georgia și este prezent la majoritatea meselor festive și sărbători locale. Prepararea sa este adesea transmisă din generație în generație, iar fiecare regiune a țării are propria rețetă tradițională. Popularitatea sa este atât de mare, încât în Tbilisi și alte orașe georgiene există lanțuri de fast-food specializate doar în haciapuri.

## Protecție și recunoaștere
În 2011, Centrul Național al Proprietății Intelectuale din Georgia („Sakpatenti”) a înregistrat oficial 37 de produse tradiționale georgiene, printre care și haciapuri, în scopul protejării patrimoniului culinar național pe plan internațional.

## Popularitate internațională
Haciapuri a câștigat popularitate în afara granițelor Georgiei, fiind prezent în restaurante cu specific est-european și caucazian din întreaga lume. Versiunea adjariană, în special, este apreciată în rândul turiștilor pentru aspectul său spectaculos și gustul bogat.

## Curiozități
- În Georgia, există chiar un „Indice Haciapuri”, creat de Școala de Economie din Tbilisi pentru a urmări inflația alimentară pe baza prețului mediu al ingredientelor pentru haciapuri.
- Pe 27 februarie, georgienii sărbătoresc informal „Ziua Haciapuriului”.

## Tipuri
În diferitele părți ale Georgiei, haciapuri sunt pregătiți diferit, iar prepararea în unele locuri este diferită. Forma lor este variată - rotundă, triunghiulară, ovală sau sub formă de barcă. Umplutura poate fi, de asemenea, diferită - brânză, carne, cartofi, fasole. 
În zona Hevesreti din nordul Georgiei se adaugă mirodenii și ierburi. Imereti sunt rotunzi, închiși, cu umplutura plasată înăuntru. Megrel sunt de asemenea, rotunde, ca pizza, și nu este umplută cu brânză, dar este acoperită în partea de sus. Lobieni sunt un pic asemănător celor tradiționale, deoarece umplutura este făcută din fasole în loc de brânză. Asemănător cu ele sunt kubdari, dar are carne ca umplutură. Adjarii sunt sub forma unei barci, semi-deschise, în vidul "bărcii" puteți vedea umplutura, care este plină cu ouă. Mai des se fac ca patiserie.  
Cele mai apropiate rude ale haciapuri georgian este acimata (აჩმა), de asemenea, un vas georgian, care, cu toate acestea, este pregătit cu un aluat de puf. Foarte similare sunt hincini din Karabadino-Balkaria șiKaraciai-Cerchezia, cu umplutură de cartofi și brânză sau cu carne. De asemenea, gustul și aspectul este apropiat de cirita osetină și plăcintele rusești. 

## Aluatul

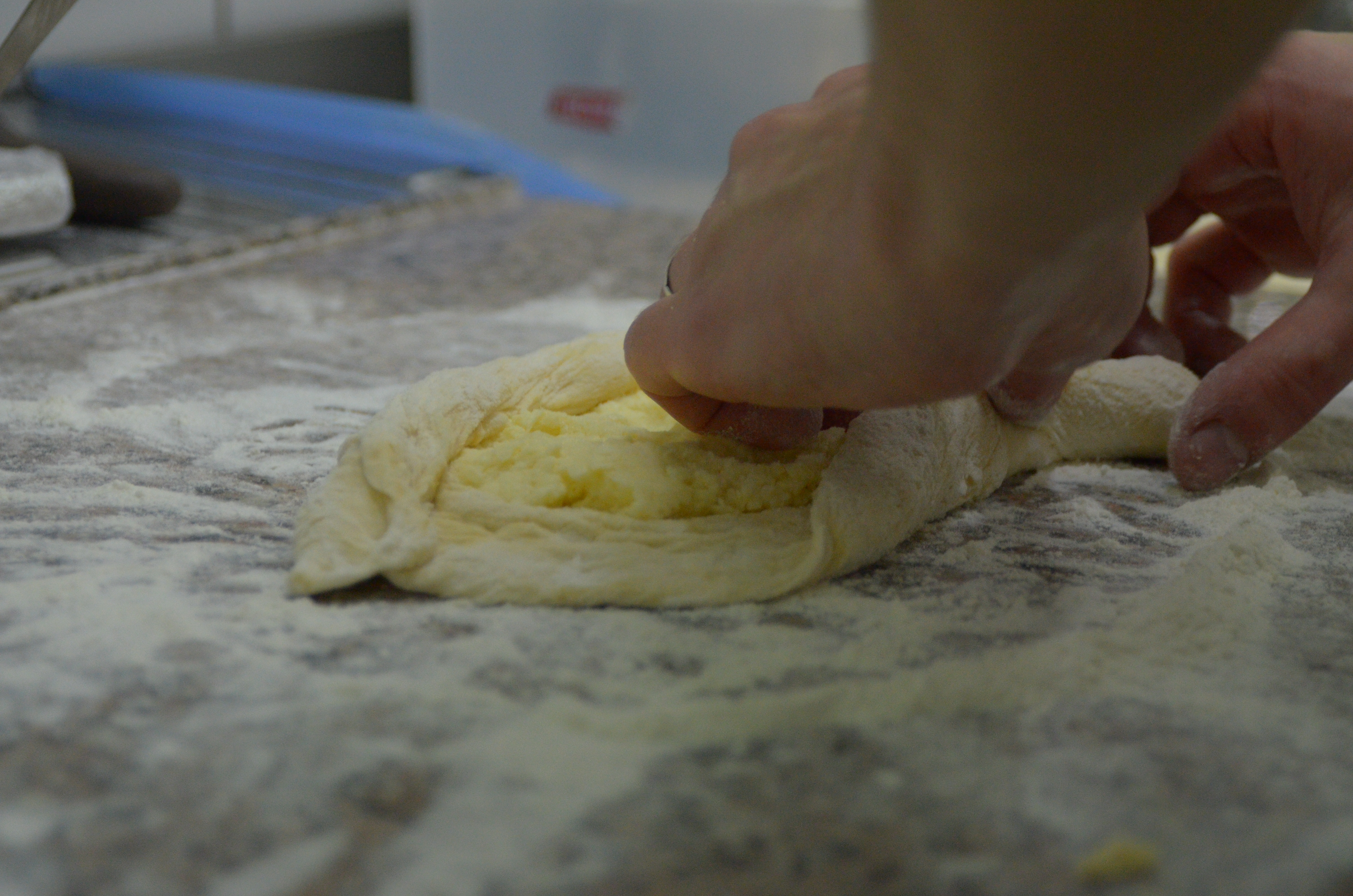
Pregătirea haciapurilor semi-deschise

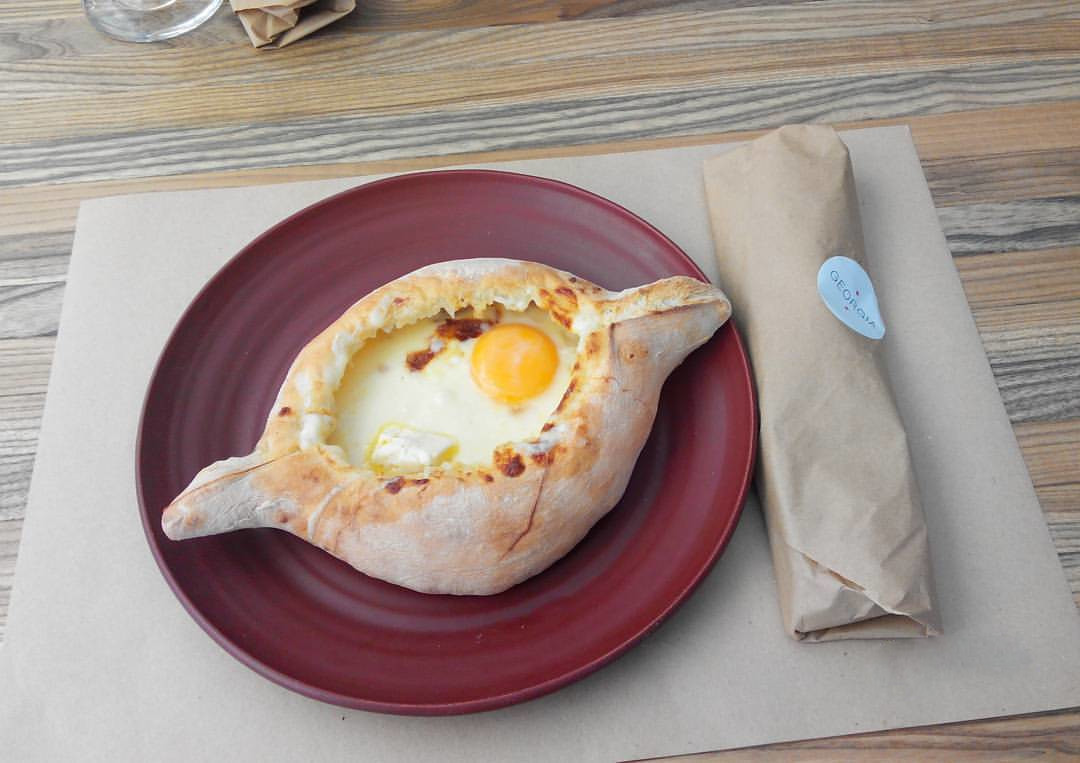
Haciapuri semi-deschis

Pălăria de aluat poate fi variată - cu sau fără drojdie, aburită sau înfundată.  Cu toate acestea, principala caracteristică a produsului este modul în care aluatul este pregătit. Se amestecă aluatul foarte ușor și pufos, cu iaurt sau kefir adăugat, amestecat cu bicarbonat de sodiu pentru pâine. Faceți 0,5 l de acru și 2 cani de lapte proaspăt (sau cremă ), 1 ouă, 1/2 linguriță. sodă și 1/4 linguriță. sare. Se obține până când se obține un amestec neted, moale, care abia își păstrează forma.  Aluatul este împărțit în bile cu dimensiunea mărului și se lasă să se odihnească timp de 2-3 ore. 
Pentru o calitate și un gust mai bun, poate fi pregătit un puf de aluat, dar devine puțin mai gros. Conține numai făină, apă și puțină sare. Se împarte în bucăți, fiecare având dimensiunea tăvii în care va fi coaptă. Pentru a obține bine, rolați și pliați în mod repetat, de fiecare dată când se adaugă ulei. Când se coace într-o tigaie din fontă, se obține un gust deosebit de delicios. 

## Umplutură
Pentru umplutură pot fi folosite diferite tipuri de brânzeturi clasice - imertin chikinti-kveli, suluguni din regiunea vestică a Samerghelo ( Megrelia ), chanah armenian, brânză osetă de oaie și altele. Caracteristică a tuturor este că ele sunt destul de solide și sărate, deci trebuie să fie descompuse în avans. 
Umplutura conține brânză de vacă sau oaie, care este pre-tăiată în felii de grosime de aproximativ 1 cm și înmuiată în apă rece timp de 2 până la 5 ore pentru desalinizare. Se prelucrează apoi pentru a obține o consistență de piure, se adaugă ouă crude și unt topit. Pentru 0,5 kg de brânză sunt necesare 1 până la 2 ouă și 25 până la 50 g unt.  
Există diferite variante de umplere. Brânza nu poate adăuga ouă sau arome de diferite condimente. În unele părți ale țării brânza este înlocuită cu fasole, carne sau alt produs. Muștarul natural este făcut obligatoriu cu o umplutură de brânză. 

## Preparare
Pe aluatul rulat răspândit umplutura cu o grosime de aproximativ 0,5 cm, se acoperă cu a doua crustă, iar capetele sunt presate cu degetele pentru a lipi.
Khachapuri se coace într-o tigaie pre-unsă, aproximativ 10 minute sub capac. Apoi răsturnați, ungeți oul și uleiul și coaceți până când este gata, fără capac. Când se gătește semi-deschis, se coace în cuptor, mai degrabă decât într-o tigaie. Serviți fierbinte, ungeți din nou cu ulei. 
În zilele noastre, foarte des, haciapuri este gătit cu apă sau lapte proaspăt sau chiar cu drojdie presată, gustul fiind dramatic diferit față de gustul național tradițional și nu poate fi considerat un adevărat haciapuri în sensul culinar. 